# ワンピースバラエティ 海賊王におれはなるTV
『ワンピースバラエティ 海賊王におれはなるTV』は、2020年8月7日からフジテレビ系列にて毎月1回不定期に放送されているバラエティ番組。漫画「ワンピース」を題材とした漫画総合バラエティ。

## 概要
芸人界の中でも無類のワンピース大好きかまいたちの2人が、漫画「ワンピース」を題材に、トーク・ロケ・コント、なんでも挑戦するワンピース総合バラエティ。
毎回山内健司が、ワンピースのマイナーキャラにコスプレをして登場。
番組開始前にスタッフが集英社へプレゼンに行った際、原作者・尾田栄一郎から「ひとつだけ条件があります。僕にいっさい気にせず、ワンピースで思いっきり遊んで下さい！」と言われた作者公認番組である。
番組誕生のきっかけは、かまいたちが東京進出したばかりの2019年に、番組演出から「ぜひ！かまいたちさんとやりたい！」とオファーがあり、ワンピース20周年特番への出演がきっかけで、2020年からレギュラーに。濱家隆一は「ほんまに上京したてで、まじで全く仕事がないときやったんで、さっしー（指原莉乃）、みちょぱ（池田美優）、上地（雄輔）さん、児嶋さん（アンジャッシュ）、田中さん（アンガールズ）という豪華な人たちの中に僕らを呼んでくれて、ほんまに嬉しかったですね。」と今でも感謝しているという。
この番組で、尾田栄一郎とかまいたちは普段からLINEでやりとりするほどの仲になったという。
濱家隆一は、物語の先の展開を予想する「考察」が大嫌い。対照的に、山内健司は「考察」が大好きで、尾田栄一郎にLINEで「もうそろそろエネル出ますよね？」などと聞いている。
番組のタイトルロゴは、尾田栄一郎が書き下ろしたもの。
尾田栄一郎は、毎回この番組の視聴者としてとても楽しみにしているという。
番組スタッフも「ワンピース好き」だけで編成されており、エンドロールには、スタッフの名前の下に「好きなワンピースキャラ」が書かれてある。

## 出演者
レギュラー
- かまいたち
  - 山内健司
  - 濱家隆一

ナレーション
- 田中真弓

## 主なコーナー・企画
悪魔の実トーク
ワンピース好きのゲストがかまいたちと「ワンピース」について熱く語りまくるトーク企画。ゲストはワンピースの好きなキャラのコスプレをして登場。トークの最後には、ゲストが「●●の実の能力者」か、山内健司が決定。すると後日、その実の名前が記された「尾田栄一郎直筆サイン入りの悪魔の実」がゲストのもとへ届けられる。ワンピファンにはたまらない夢のプレゼント。
過去には、三村マサカズ（さまぁ〜ず）、霜降り明星、EXIT、ミキ、四千頭身、マヂカルラブリー、伊藤健太郎、Hey!Say!JUMP、などが登場。
ワンピネタ-1GP（通称・ワンワンGP）
ワンピースを愛する芸人たちによる「ワンピネタ」の祭典。毎回、ネタのおもしろさに合わせて、審査員の山内健司が、贈呈するワンピースグッズを決める。優勝者には、超激レアワンピースグッズが贈呈。
過去には、ぼる塾、かが屋、お見送り芸人しんいち、ZAZY、おいでやす小田、すゑひろがりず、空気階段などが出演。他にも、白石茉莉奈、りりあ。、八伏紗世など芸人以外も出演。
飯尾和樹の大航海日誌〜ワンピースコミックス１巻から全部読むドキュメント〜
ワンピースを全く読んだ事のなかった飯尾和樹が、生まれて初めてワンピース１巻から読み始め、「読んでいる姿」や「読んだ感想」を自撮りしてもらい、その映像をスタジオでかまいたちが見るドキュメント企画。
ビビルカードバトル〜ONE PIECE凄い話頂上決戦〜
ワンピースにまつわる、都市伝説、とっておきの裏話、オリジナル考察など「凄い話」を持ち寄り戦うトークバトル企画。ヤマウチ海賊団とハマイエ海賊団に分かれて対決。審査員は、集英社「週刊少年ジャンプ」の「ONE PIECE」編集担当。事実かどうかは別として、より「ONE PIECE愛」を感じた方の話を「勝ち」とする方式。
「ONE PIECE ナレッジキング決定戦」王者のキリ、リョータが出演。芸人では、ラランドのニシダ、令和喜多みな実の河野、番組構成作家の熊本拓歩（通称・たっくん）も出演。中には、河野がこの企画で話した凄い話を受けて、尾田栄一郎がサービス精神で「扉絵」を書き替えた！？という凄い話では、濱家隆一も思わず「河野！これはホンマにすごいことやぞ！」と大興奮した。
ルフィとゾロのマスクコント〜もしもルフィとゾロが現代に転生してきたら〜
かまいたちがモンキー・D・ルフィとロロノア・ゾロのマスクを被ってコント企画。「楽屋編」「タクシー編」などシチュエーションだけが与えられ、山内がルフィ役を演じている時は、その動きに合わせて心の声を濱家がつぶやく、というアドリブコント。
三大将のオールナイツニッポン
三大将（赤犬・黄猿・青キジ）が繰り広げる深夜ラジオコント。毎回リスナーからのおハガキを読み上げ、リクエストにお応えする。
「ウィーアー！」を歌って欲しい、というリスナーの声に応えて熱唱した回は大きな話題に。
お前も仲間になれ！いきなりコスプレオファー
かまいたちが、絶対に似合うであろう芸能人にいきなり突撃して「ワンピースのコスプレ」をお願いする企画。ゲスト小杉竜一に「カポネ・ベッジ」をオファーした。
「週刊山内ジャンプ」
『ワンピース』連載1000回記念特別企画として、山内健司が日曜日の深夜24時過ぎに、発売したてホヤホヤの「週刊少年ジャンプ」を読んでもらおう！という密着ドキュメント企画。真冬にコンビニの近くの公園でジャンプを読むなど、毎回「過酷な環境」のもと読む事になる為、スタッフと遭遇する度に「またコレかぁ」と嫌がる山内。わざわざ、山内が宿泊する大阪のホテルにまで訪れた事も。
マネマネの実劇場
芸人たちが、マネマネの実の能力者Mr.2ボン・クレーに扮して、ワンピース名シーンをアテレコする企画。
くっきー！、飯尾和樹が出演。

## スタッフ
2025年3月現在　※（）内はスタッフの好きなワンピキャラ
- 企画・演出：玉野鼓太郎（ルーシー）
- 構成：酒井健作（ボルサリーノ）、森下知哉（ウソップ）、とちももこ（Mr.2 ボン・クレー）、熊本拓歩（ベルメール）
- CAM：村上信介（ジンベエ）
- AUD：井川崇（ビビ→ロビン）、重留園子（ルフィ）【月替り】
- VE：高山昌樹（おでん）、酒地一則（ナミ）【月替り】
- 照明︰堀田耕二（ブルック）
- 編集：井上真一（バギー）、塩原祐弥（ロー）、伊藤陽香（ペローナ）【月替り】
- MA：吉田肇（サボ、以前はcasinodrive名義で技術協力）、足達健太郎（ミホーク、一時離脱→復帰）【月替り】
- 音響効果：西野有彦（ジュエリー・ボニー）
- 協力：青二プロダクション
- 技術協力：fmt、バックヤードスタヂオ、ENO STUDIO
- 美術協力：フジアール、渡辺雄介（エース）、阪田典彦（ヤソップ）
- 美術制作：木村文洋（チョッパー）
- アートコーディネーター：塩谷達郎（ガイモン）
- ロゴデザイン：今福弘樹（アーロン）
- メイク：1214
- 広報：小山雅弘（クロコダイル）
- TK：髙木美紀（ロックスター）
- アシスタントプロデューサー：山口ななえ（ゾロ）、古田早絵（チョッパー）
- ディレクター：亀山剛志（ヒルルク）、古沢マサル（イナズマ）、伊差川竜也（オルビア）
- プロデューサー：大泉正太（シャンクス）、山岡恭典（マルコ）
- チーフプロデューサー：松本祐紀（サンジ）
- 制作協力：ファウンテン
- 制作：フジテレビ編成制作局バラエティ制作センター（旧制作センター第二制作室）
- 制作著作：フジテレビ

### 過去のスタッフ
- CAM：塚本兼淳（シャンクス）、塚本兼敦（キッド）
- AUD：石渡啓太（ブルック）
- 照明︰佐々木祐輔（スモーカー）
- 広報：山本麻未子（ゾロ）
- ディレクター：木村剛（ゴーイングメリー号）、櫛田健太郎（コビー）、高柳健太朗（ワイパー）

## リリース作品

### DVD
いずれも発売元はエイベックス・ピクチャーズ。
- ワンピースバラエティ 海賊王におれはなるTV
  1. 2021年11月26日発売
  2. 2021年11月26日発売
  3. 2021年11月26日発売
  4. 2021年11月26日発売